# Smart Card Open Monet+ 2012
Lo Smart Card Open Monet+ 2012 è stato un torneo di tennis facente parte della categoria ITF Women's Circuit nell'ambito dell'ITF Women's Circuit 2012. Il torneo si è giocato a Zlín in Repubblica Ceca dal 4 al 10 giugno 2012 su campi in terra rossa e aveva un montepremi di $25,000.

## Vincitori

### Singolare
María-Teresa Torró-Flor ha battuto in finale  Jasmina Tinjic con il punteggio di 6–1, 1–6, 6–1

### Doppio
Elica Kostova /  Jasmina Tinjic hanno battuto in finale  Verónica Cepede Royg /  Teliana Pereira con il punteggio di 4–6, 6–1, [10–8]